# Cit
Cit (devanagari: चित्) es un término sánscrito para definir la conciencia, el entendimiento. Es un principio fundamental de muchas religiones asiáticas originadas en la India (budismo, jainismo, sijismo), una de las tres partes de la experiencia sublime (Satcitananda) según los Vedas.